# Historiografia d'Etiòpia

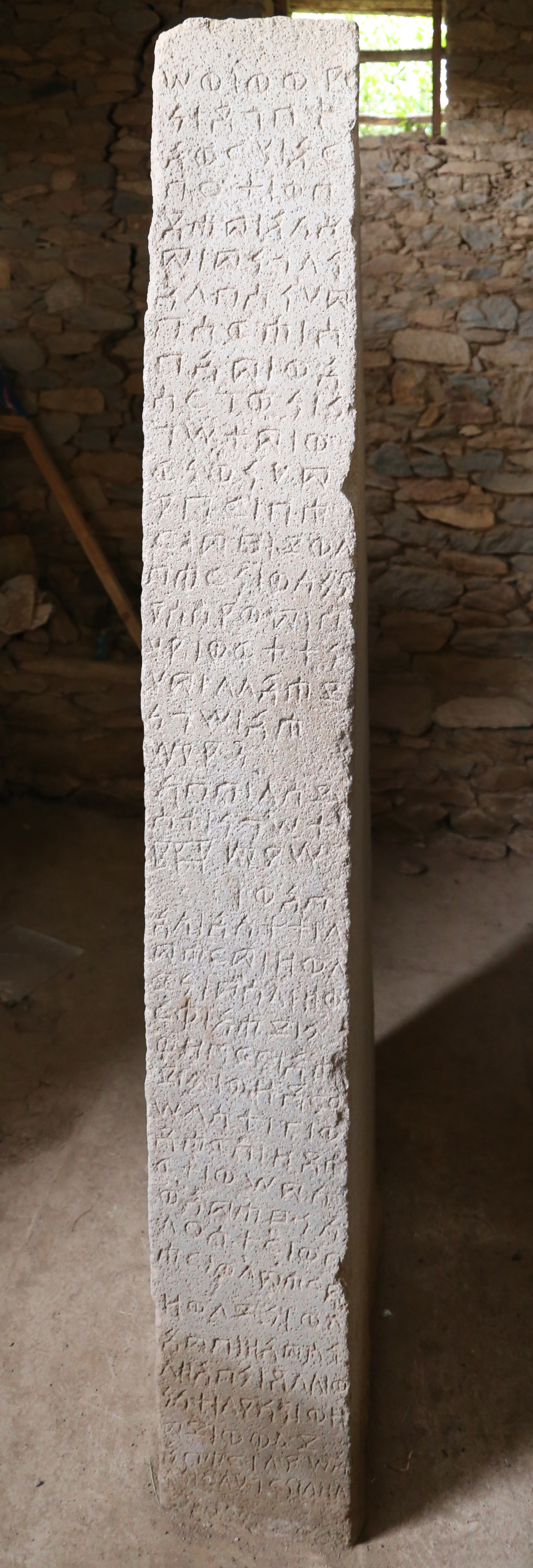
La pedra d'Ezana data del i conté una doble inscripció en alfabet amhàric sabeu i en grec que narra les victòries del rei Ezana d'Axum sobre els cuixites de Mèroe (actual Sudan)

La historiografia d'Etiòpia comprèn les disciplines antigues, medievals i modernes enfocades a documentar la història d'Etiòpia, incloent-hi tant les fonts autòctones com les estrangeres. Les arrels de la historiografia etíop es remunten a l'antic Regne d'Axum (ca. 100-940). Els primers textos feien servir l'alfabet amhàric dels etíops o l'alfabet grec i apareixien a tota mena de suports, des de manuscrits i inscripcions sobre esteles fins a obeliscos que documentaven esdeveniments contemporanis. La historiografia esdevingué un gènere consolidat de la literatura etíop cap al principi de la dinastia salomònida (1270-1974). Durant aquest període, la història escrita consistia essencialment en biografies reials i cròniques dinàstiques, així com hagiografies i històries universals en forma d'annals. La influència d'obres com el Kebra Nagast de l'Església Ortodoxa convertí la mitologia cristiana en pedra angular de la historiografia medieval del país i reforçà les tradicions genealògiques dels reis salomònides d'Etiòpia, que deien ser descendents de Salomó, rei llegendari d'Israel.